# 高橋一正
高橋 一正（たかはし かずまさ、1980年5月23日 - ）は、岡山県倉敷市出身の元プロ野球選手（投手）。右投左打。

## 経歴

### プロ入り前
小学校6年の時に松井秀喜5打席連続敬遠が起こり、「自分はプロに入って松井と勝負したい」と、明徳義塾高等学校に野球留学することを決意。
高校時代は主に寺本四郎のリリーフ投手を務めた（なお、野球部の同期として後にプロレスラーになる関本大介もいた）。1998年春の選抜甲子園3回戦の常総学院戦では4回から2番手として登板し、相手打線を僅か1安打に抑えて勝利に貢献。1998年の夏の甲子園では2回戦の金足農業戦で完投勝利。準決勝では松坂大輔を擁する横浜相手に、2番手として8回途中から登板するも、横浜の終盤の集中打に屈してサヨナラで敗退となった（明徳義塾対横浜）。
同年のドラフト会議でヤクルトスワローズから6位指名を受け入団した。

### ヤクルト時代
プロ入り後はその投球フォームから高津2世として期待され、1年目の1999年から中継ぎとして登板。武器は下手投げからのスライダー、シンカーであった。
プロ1年目の1999年10月5日、対巨人戦の登板で松井秀喜が打席に立ち念願の勝負する時が来たが、当時はヤクルトのロベルト・ペタジーニと松井の本塁打王争いの渦中だったため、ベンチの指示により松井を敬遠する投球をすることになった。
2年目の2000年は31試合に登板したが、その年を境に登板数が減少。
3年目の2001年にフレッシュオールスターゲームでイースタン・リーグ選抜として出場し、1歳下の同僚である米野智人とバッテリー組み救援勝利。
4年目の2002年のオフに戦力外となった。フォームの固まらない早い段階で一軍を経験したことで、2年目以降に焦りが生じて調整が上手くいかなかったと、後の取材において語っている。戦力外前には、ストライクが入らない状態だったという。

### 社会人野球時代
退団後は12球団合同トライアウトや近鉄バファローズの入団テストを受験し、プロでの獲得球団はなかったが、知人の紹介で社会人野球の日立製作所に入団が決まった。
日立では、前年に元横浜ベイスターズの斉藤肇が大車輪の活躍を見せていたことから、2人目の元プロ投手として大いに期待がかけられ、本人も2年後のプロ再入団を目指して張り切っていたが、右肩痛などに悩まされ、社会人でも登板機会は1年目をピークに減少し、2005年シーズン限りで退部となった。

### 現役引退後
引退後は三軒茶屋で居酒屋の店長を経営していることを、古田敦也の秘書であった小森孝憲のブログで紹介されたが、その後は都内で会社員となっている。

## 詳細情報

### 年度別投手成績
| 年 度     | 球 団     | 登 板 | 先 発 | 完 投 | 完 封 | 無 四 球 | 勝 利 | 敗 戦 | セ 丨 ブ | ホ 丨 ル ド | 勝 率 | 打 者 | 投 球 回 | 被 安 打 | 被 本 塁 打 | 与 四 球 | 敬 遠 | 与 死 球 | 奪 三 振 | 暴 投 | ボ 丨 ク | 失 点 | 自 責 点 | 防 御 率 | W H I P |
| --------- | --------- | ----- | ----- | ----- | ----- | -------- | ----- | ----- | -------- | ----------- | ----- | ----- | -------- | -------- | ----------- | -------- | ----- | -------- | -------- | ----- | -------- | ----- | -------- | -------- | ------- |
| 1999      | ヤクルト  | 11    | 0     | 0     | 0     | 0        | 0     | 0     | 0        | --          | ----  | 51    | 14.0     | 5        | 0           | 9        | 0     | 0        | 10       | 0     | 0        | 3     | 3        | 1.93     | 1.00    |
| 2000      | ヤクルト  | 31    | 0     | 0     | 0     | 0        | 0     | 1     | 0        | --          | .000  | 125   | 28.2     | 29       | 3           | 12       | 1     | 3        | 17       | 0     | 1        | 14    | 13       | 4.08     | 1.43    |
| 2001      | ヤクルト  | 1     | 0     | 0     | 0     | 0        | 0     | 0     | 0        | --          | ----  | 7     | 2.0      | 1        | 1           | 1        | 0     | 1        | 0        | 0     | 0        | 1     | 1        | 4.50     | 1.00    |
| 通算：3年 | 通算：3年 | 43    | 0     | 0     | 0     | 0        | 0     | 1     | 0        | --          | .000  | 183   | 44.2     | 35       | 4           | 22       | 1     | 4        | 27       | 0     | 1        | 18    | 17       | 3.43     | 1.28    |

### 記録
- 初登板：1999年8月11日、対読売ジャイアンツ19回戦（東京ドーム）、8回裏無死に4番手で救援登板・完了、1回無失点
- 初奪三振：1999年8月20日、対横浜ベイスターズ18回戦（明治神宮野球場）、6回表に中根仁から

### 背番号
- 40 （1999年 - 2002年）